# Лидо (кабаре)
Лидо или Лидо де Пари један је од познатих Париских кабареа или забавног позоришта, познатог углавном по извођењу шансона, скечева, сатира и кратких представа о темама из политичког живота, критике друштва у којима наступају плесачи, певачи и разни уметници. Клуб су основали 1946. године браћа Жозеф и Луј Клерико.

## Положај
Лидо се налази на адреси у чувеној авенији Шанзелизе  у 8. арондисману Париза, у близини сатнице метроа George C.

## Историја
Одмах по окончању Другог светског рата 1946. године, браћа Жозеф и Луј Клерико поново су отворили La Plage de Paris на Јелисејским пољима, месту које је било у моди током Белог покрета и чија је декорација инспирисана декором клубова на плажи Лидо у Венецији Место је у потпуности трансформисано како би постало јединствени кабаре на свету, под именом Лидо. Свечано отварање је одржана 20. јуна, 1946. године са представом под називом Sans rimes ni raison.
У сарадњи са Pierre Louis-Guérin, Renée Fraday и Margaret Kelly Leibovici (Miss Bluebell оснивачице групе Bluebell Girls), у Лиду је осмишљен нови шоу програм, који ће убрзо бити усвојен у целом свету.   У 1955. године браћа Жозеф и Луј Клерико отворила су у Лиду и казино по угледу на оне из Лас Вегаса, која је имао велики успех до 1992. године.
Стални успех Лида који је он имао од његових првих година живота, утицао је на то да се 1977. године Лидо - под управом Жан Робер  Будра,  пресели у нови простор у зграду која се зове Нормандија, са 1.150 седишта и површина од преко 6.000 квадратних метара. Ове бројке најбоље осликавају величину места догађаја, развијеног око панорамске собе без греда, смештене на два нивоа. Овај простор дизајнирали су италијански архитекти Giorgio Veccia Scavalli и Franco Bartoccini.. Лифтом је главна сала повезана са партером у коме је распоређено триста места за обедовање, а све је осмишљено тако да посетилац лако може  гледати представу док обедује.

## Информације за туристе
Лидо је отворен сваког дана у години, и  нуди многобројне садржаје, као и разне атракције. Од септембра до фебруара одржавају се и дечије представе под називом Marion et la poupée cassée, за децу старију од 4 године.
У основној ревији кабареа, познатој по детаљним, елегантним костимима и мултикултуралним обртима, учествује 60 плесача, који носе 600 костима и 23 различитих сетова.
Лидо се може обићи и уз помоћ водича, а обилазак траје 90 минута. Током овог обиласка посетиоци се воде  иза кулиса да би могли да сазнају што више о овом чувеном париском кабареу, историји Лида, мистеријама и чаролијама које их чекају, укључујући невероватну технологију, ако навече посете кабаре. Такође ће видети и просторе резервисане за плесаче, мајсторе гардеробе и помоћнике у облачењу, заједно са техничким и тимовима за управљање сценом ради већег увида у то шта је потребно за постављање и извођење такве Ревије.

## Галерија
- Плесачице из Лида